# Jari Mönkkönen
Jari Mönkkönen (né le 10 mai 1974 à Jyväskylä) est un gymnaste finlandais.